# آریائوس
آریائوس (۴۰۱–۳۹۴ پ. م) یک ژنرال ایرانی بود که در کنار کوروش کوچک در نبرد کوناکسا جنگید و بعداً در ترور تیسافرن شرکت داشت.

## زندگی
آریائوس در اسناد تاریخی ۴۰۱ پ.م. در توصیف گزنفون از وقایع منتهی به نبرد کوناکسا ظاهر می‌شود. گزنفون خاطرنشان می‌کند که او دوست کوروش بود و گفته می‌شد که به جوانان علاقه داشت، به همین دلیل بود که او با منو ژنرال جوان تسالیایی صمیمی بود.
در نبرد کوناکسا، او دومین فرمانده کوروش بود و فرماندهی سپاه چپ را بر عهده داشت. به گفته کتزیاس، زمانی که کوروش موفق به زخمی کردن اردشیر شد، او در کنار کوروش بود، اما این بعید است. این باعث می‌شود که او در سمت راست سپاه، در کنار کوروش قرار بگیرد، و گزنفون و دیودور هر دو موافق هستند که او در سمت چپ بود، که سبب شود مقداری دورتر از این صحنه باشد.
به محض این‌که آریائوس متوجه شد که کوروش در نبرد کشته شده‌است، همراه با سپاهیان پارسی باقیمانده عقب‌نشینی کرد. پس از نبرد، او پیشنهاد کرد که منتظر مانده و با سربازان یونانی باقیمانده بازگردد. کلارخوس به نمایندگی از سربازان یونانی که خود را پیروز نبرد می‌دانستند، برای او پیامی فرستاد که تاج و تخت ایران را به او پیشنهاد می‌داد، اما او این پیشنهاد یونانی‌ها را نپذیرفت. سپس یونانی‌ها با آریائوس و سپاهیان ایرانی‌اش ملاقات کردند و هر دو توافق کردند که به یکدیگر خیانت نکنند و آریائوس قول داد که آن‌ها را به سلامت از ایران خارج کند.
سپس، تیسافرن که به اردشیر قول داده بود که سربازان یونانی را به‌طور کامل نابود خواهد کرد، پادشاه را متقاعد کرد که اگر آریائوس به یونانی‌ها خیانت کند، با آریائوس کنار بیاید و او را ببخشد. تیسافرن با آریائوس ملاقات کرد و او را متقاعد کرد که به او بپیوندد و تیسافرن و آریائوس یونانی‌ها را به این باور رساندند که حاضرند با آن‌ها صلح کنند و آن‌ها را از ایران خارج کنند. کلارخوس، منو و سه ژنرال دیگر (آگیس از آرکادیا، سقراط از آخائا و پروژنوس از بوئتیا) به همراه ۲۰ افسر و حدود ۲۰۰ سرباز بعداً با تیسافرن در شرایط ظاهراً صمیمانه‌ای ملاقات کردند.
با یک علامت، تمامی افسران یونانی حاضر و هر تعداد از نیروها که می‌توانستند دستگیر شوند، کشته شدند و همه ژنرال‌ها اسیر شدند. سپس آن‌ها را به نزد اردشیر بردند و کشتند. تعدادی از سربازان زنده مانده به اردوگاه یونانی‌ها رفتند و در پاسخ به این اتفاق، یونانی‌های باقی مانده شروع به آماده‌سازی برای حمله به ایرانی‌ها کردند. آریائوس بلافاصله برای آرام کردن یونانی‌ها فرستاده شد. آریائوس به یونانی‌ها گفت که تنها کلارخوس به دلیل خیانت کشته شده‌است و سعی کرد آن‌ها را متقاعد کند که اسلحه خود را زمین بگذارند، اما یونانی‌ها تمایلی به انجام اینکار نداشتند. یونانی‌های بازمانده سرانجام تصمیم گرفتند اردوگاه را ترک کنند و راه خود را از ایران بیابند و به یونان بازگردند. آریائوس در تعقیب ناموفق یونانی‌ها به تیسافرن پیوست.
نام آریائوس بار دیگر در سال ۳۹۵ پ.م.، و به دلیل این که در ترور تیسافرن نقش داشت، ذکر می‌شود. دیودور از او به عنوان یک ساتراپ یاد می‌کند، که احتمالاً اشتباه است، زیرا به نظر می‌رسید که او به تیسافرن که در آن زمان ساتراپ اسپاردا بود گزارش می‌داد. اردشیر از بی‌کفایتی تیسافرن در نبردهایش با یونانی‌ها خشمگین شد و شاید حتی به خیانت او مشکوک شد و به وزیرش تیثرئوستس دستور داد که او را بکشد. به آریائوس نیز دستور داده شد که در این کار او را یاری کند؛ بنابراین آریائوس از تیسافرن دعوت کرد تا در اقامتگاهش در کولوس در فریگیا به ملاقات او برود تا در مورد تجارتی مهم صحبت کند. تیسافرن از این دسیسه بی اطلاع بود و محافظ خود را مرخص کرده بود. وقتی به آنجا رسید، شمشیرش را کنار گذاشت و وارد حمام شد. افراد آریائوس او را در آن‌جا دستگیر کرده و با کالسکه‌ای به نزد تیثرئوستس فرستادند، در آن‌جا سر او را بریدند.
مقام ساتراپی اسپاردا به تیثرئوستس داده شد و هنگامی که تیثرئوستس در اواخر تابستان ۳۹۵ پ.م. به دیدار اردشیر رفت، آریائوس و پاسیفرنس را به عنوان ژنرال در شهر سارد گذاشت. در زمستان ۳۹۵-۳۹۴ پ.م.، آریائوس با سپهرداد دیدار کرد. او احتمالاً سعی می‌کرد که او را برای پیوستن به شورش علیه پادشاه علاقه‌مند کند. گزنفون می‌گوید که سپهرداد به آریائوس اعتماد کرد زیرا پیشتر نیز، او در شورشی علیه پادشاه نقش داشته بود.